# Boeing 2707
Boeing 2707 je bil projekt nadzvočnega potniškega letala, ki ga je razvijalo ameriško letalsko podjetje Boeing. Letalo bi imelo kapaciteto 250-300 potnikov in bi letelo pri hitrosti Mach 3 (trikratna hitrost zvoka). Letalo bi bilo precej večje in hitrejše kot do sedaj edini nadzvočni potniški letali Concorde in Tu-144. 
Projekt SST (SuperSonic Transport - nadzvočni transport) je imel veliko tehničnih in ekonomskih težav. Nadzvočna letala npr. Concorde imajo precej višje stroške obratovanja, Concorde porabi okrog šestkrat več goriva na potnika za isto razdaljo kot npr. JumboJet Boeing 747. Velik tehnični problem je nadzvočni pok, ki je zelo glasen na zemlji, tudi če letalo leti na višini 20 kilometrov. Prav tako so bili vprašljivi efekti na ozonsko plast.
2707 naj bi uporabljala gibljivo krilo. Mehanizem za spreminjanje naklona se je izkazal za težkega in bi bil velikih dimenzij, zato so začeli na novo s konvencionalnim delta krilom. Rast stroškov in vprašljiv market za nadzvočna letala so vodila do prekinitve projekta leta 1971, še preden so končali dva prototipa.

## Tehnične specifikacije (Boeing 2707-200)
- Kapaciteta: 277 potnikov
- Tovor: 75 000 lb (34 000 kg) maks.
- Dolžina: 306 ft (93,27 m)
- Razpon kril: 180 ft 4 in (54,97 m) z razprtimi krili; 105 ft 9 in (32,23 m) z zloženimi
- Višina: 46 ft 3 in (14,10 m)
- Prazna teža: 287 000 funtov (130 400 kg)
- Naložena teža: 675 000 funtov (306 000 kg)
- Motorji: 4 × General Electric GE4/J5P turboreaktivni, potisk 63 200 funtov (281 kN) vsak
- Maks. pristajalna teža: 430 000 funtov (200 000 kg)

- Potovalna hitrost: Mach 2,7: 1 800 milj/h (2 900 km/h)
- Dolet: 4 250 milj (7 871 km) z 277 potniki
- Vzletna razdalja: 5 700 ft (1 700 m)
- Pristajalna razdalja: 6 500 ft (2 000 m)